# ẞ

الحرف ß بعدة خطوط

الحرف ẞ ويكتب الحرف صغير ß هو أحد حروف الأبجدية الألمانية، يسمى باللغة الألمانية إستسِت (Eszett) ورمزه في اليونيكود هو U+00DF.
هذا الحرف يشبه إلى حد بعيد الحرف الصغير من بيتا (β) في الأبجدية الإغريقية، إلا أن حرف بيتا هو حرف مختلف عن إستست وله رمز يونيكود مختلف.
إلى جانب استخدامه في اللغة الألمانية، يستخدم الحرف أيضًا في بعض أنماط الكتابة في أوروبا مثل نظام الكتابة الألماني للغة الليتوانية المتبع في بروسيا الشرقية.